# إيثان تشيسليت
إيثان أليكسيس تشيسليت (من مواليد 11 أغسطس 1998) هو لاعب كرة قدم محترف من جنوب إفريقيا يلعب كلاعب خط وسط في بطولة ويمبلدون الآسيوية.